# 绍富尔圣母村
绍富尔圣母村（法語：Chaufour-Notre-Dame，法語發音：[ʃofuʁ nɔtʁə dam]）是法国萨尔特省的一个市镇，属于勒芒区。

## 地理
绍富尔圣母村（48°1'31"N, 0°4'30"E）面积11.19 平方千米，位于法国卢瓦尔河地区大区萨尔特省，该省份为法国西北部内陆省份，北起顺时针与奥恩省、厄尔-卢瓦省、卢瓦-谢尔省、安德尔-卢瓦尔省、曼恩-卢瓦尔省和马耶讷省接壤，是法国大西部的入口，连接卢瓦尔河谷、布列塔尼和巴黎盆地。
与绍富尔圣母村接壤的市镇（或旧市镇、城区）包括：德格雷、苏利涅-弗拉塞、特朗热、艾涅、热河畔库朗、拉坎特。

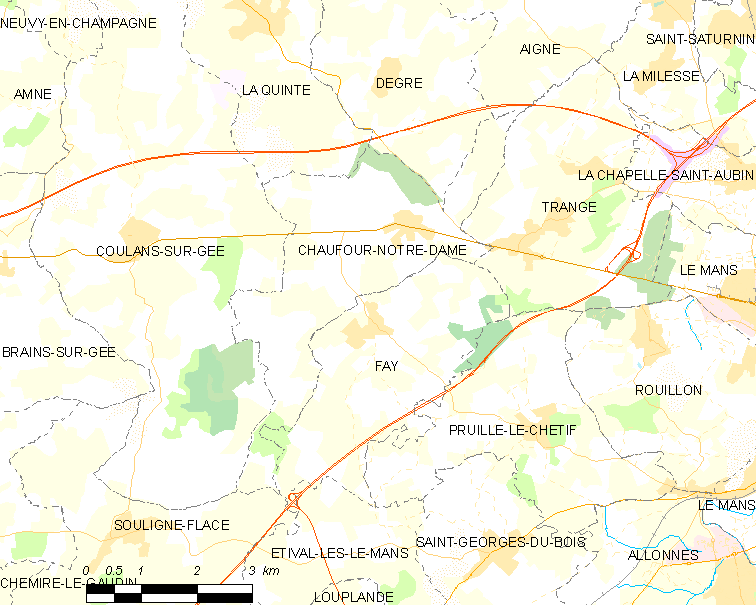
绍富尔圣母村的OSM定位图

绍富尔圣母村的时区为UTC+01:00、UTC+02:00（夏令时）。

## 行政
绍富尔圣母村的邮政编码为72550，INSEE市镇编码为72073。

## 政治
绍富尔圣母村所属的省级选区为勒芒第七县。

## 人口

1962-2008年间绍富尔圣母村人口变化图示

绍富尔圣母村于2022年1月1日时的人口数量为1164人。